# JŠK Mostar
JŠK Mostar bivši je bosanskohercegovački nogometni klub iz Mostara. Bio je član Sarajevskog nogometnog podsaveza.

## Povijest
Klub je osnovan u prosincu 1918., nedugo nakon završetka Prvog svjetskog rata. Osnivači su bili članovi Srpskog športskog kluba, Srednjoškolskog kluba Jugoslavija i Zrinjskog, klubova koji su djelovali prije rata. JŠK je bio prvi službeni nogometni klub u Mostaru.
Prva utakmica u klupskoj povijesti igrana je protiv kombinirane momčadi Mostara ili protiv čapljinskog Uskoka koji je poražen s visokih 19:0.
Klupske boje 1932. bile su zelena i bijela.
Prestao je postojati 1941., a zabranjen je 1945.

## Poznati igrači
- Miroslav Brozović